# Roman Hryciów
Roman Hryciów (ur. 10 listopada 1953 w Bolesławcu) – polski artysta fotograf. Członek rzeczywisty Okręgu Górskiego Związku Polskich Artystów Fotografików. Członek Jeleniogórskiego Towarzystwa Fotograficznego. Członek Katowickiego Towarzystwa Fotograficznego.

## Życiorys
Roman Hryciów w 1987 roku ukończył Wyższe Studium Fotografii w Warszawie. Związany ze śląskim środowiskiem fotograficznym – fotografuje od końca lat 60. XX wieku. W 1972 roku został członkiem rzeczywistym Jeleniogórskiego Towarzystwa Fotograficznego, gdzie od 1979 roku sprawował kuratelę nad Galerią Fotografii JTF. W 1980 roku był pomysłodawcą, inicjatorem Biennale Fotografii Górskiej oraz współorganizatorem pierwszej, drugiej i trzeciej edycji konkursu. Od 1985 roku mieszkał w Katowicach, gdzie jako fotograf współpracował z Centralną Agencją Fotograficzną oraz śląskimi teatrami (w Wałbrzychu, Chorzowie). Należał do Katowickiego Towarzystwa Fotograficznego. Od 1993 roku mieszka, pracuje, tworzy w Bielsku-Białej. Miejsce szczególne w jego twórczości zajmuje fotografia krajobrazowa, fotografia pejzażowa, fotografia podróżnicza, fotografia reklamowa.
Roman Hryciów jest autorem i współautorem wielu wystaw fotograficznych w Polsce i za granicą; indywidualnych, zbiorowych oraz poplenerowych. Jego fotografie prezentowane na wystawach pokonkursowych były wielokrotnie doceniane akceptacjami, nagrodami, wyróżnieniami, dyplomami, listami gratulacyjnymi – w kraju i za granicą (łącznie uzyskały około 100 nagród oraz wyróżnień). Jest autorem diaporam Nepal, Money, Karawana, Wszechobecny, Po, China, Na spotkanie z Lamą – będących pokłosiem wypraw alpinistycznych w Himalaje, w latach 1980–1985.
Roman Hryciów jest członkiem rzeczywistym Związku Polskich Artystów Fotografików (legitymacja nr 939), w którym obecnie pełni funkcję członka Komisji Rewizyjnej Okręgu Górskiego ZPAF (kadencja na lata 2017–2020). Jego fotografie mają w swoich zbiorach między innymi Muzeum Historyczne w Bielsku-Białej – Zamek książąt Sułkowskich, Muzeum w Gliwicach, Śląska Kolekcja Fotografii Artystycznej.

## Wystawy indywidualne
- A w górach (Bolesławiec 1977)
- Jaka jesteś? (Bolesławiec 1978)
- Akt i portret (Zgorzelec 1978)
- Akt i portret (Lwówek 1978)
- Annapurna’79 (Jelenia Góra 1979)
- Annapurna’79 (Bolesławiec 1980)
- Annapurna’79 (Legnica 1981)
- Dzieci Azji (Jelenia Góra 1981)
- Fotografia Roman Hryciów (Bolesławiec 1984)
- Dzieci Azji (Wałbrzych 1985)
- Azjatyckie obrazki (Jelenia Góra 1986)
- Fotografia Roman Hryciów (Drezno 1986)
- Fotografia Aktu (Jelenia Góra 1986)
- Fotografia Aktu (Skierniewice 1987)
- Fotografia Aktu (Katowice 1987)
- Fotografia Roman Hryciów (Warszawa 1988)
- Twarze Śląska (Bielsko-Biała 2006)[5]

Źródło

## Wystawy zbiorowe
- Ballada o Bolesławcu i Bolesławianach (Bolesławiec 1974)
- Wystawa Grupy A-74 (Warszawa 1975)
- Wystawa Jeleniogórskiego Towarzystwa Fotograficznego (Jelenia Góra 1975)
- Wystawa Fotografii Artystycznej (Pirna, NRD 1975)
- International de Photo Milex (Belgia 1977)
- Ogólnopolskie Biennale Fotografii Artystycznej (Łódź 1977)
- Karkonosze wielorakie (Jelenia Góra 1978)
- 23rd Exhibition of Photography, Santa Clara Valley (Denver, USA 1978)
- Konfrontacje (Jarosław 1978)
- Pejzaże gór – wystawa w ramach II Festiwalu Amatorskiej Twórczości Artystycznej Krajów Socjalistycznych (Bolesławiec 1980)
- Poplenerowa wystawa fotografii (Przesieka 1980)
- Karkonosze – Galeria Foto-Medium-Art (Jelenia Góra 1984)
- Karkonosze – Galeria Sztuki Współczesnej (Wrocław 1984)
- Salon Zaproszonych (Łódź 1984)
- Karkonosze – spojrzenia (Jelenia Góra 1986)
- Salon Zaproszonych (Łódź 1986)
- Krajobrazy świata w fotografiach polskich podróżników – Zachęta Narodowa Galeria Sztuki (Warszawa 1987)
- Polsko-Czechosłowacka Wystawa Fotografii (Wałbrzych 1989)
- Fabryka Fotografii – Galeria B&B (Bielsko-Biała 1997)

Źródło